# 期待効用
期待効用（きたいこうよう、英: Expected Utility、EU）とは、ミクロ経済学で、不確実性の議論の際に用いられる概念である。市場において不確実性が存在し、複数の状態i (i = 1, ... , n ) があり、それぞれの状態i が起きる確率αi が与えられている、という環境の元で得られる効用の期待値を表している。ミクロ経済学では一般に、不確実性下にある個人は、期待効用最大化公準に基づいて（この期待効用を極大化するように）行動すると仮定する。この仮定を期待効用仮説と呼ぶ。

## フォン＝ノイマン・モルゲンシュテルン効用関数
期待効用理論で用いられる効用関数は、ゲーム理論などで活躍したジョン・フォン・ノイマンとオスカー・モルゲンシュテルンの名前をとってフォン＝ノイマン・モルゲンシュテルン効用関数と呼ばれている。ここではフォン＝ノイマン・モルゲンシュテルン型効用関数を用いた期待効用の例を簡単に説明する。
例えば、ある不確実性下で、個人が2つの収入状況に直面しているとしよう。ここで収入額をM とすると、M は確率変数となる。
- 一つは、収入が確実に毎期M = y 円を得られるものとする。この状況を LA = {y ; 1}と表そう。
- もう一つは、不確実性のあるもので、0.5の確率で毎期M = 30万円、0.5の確率で毎期M = 70万円を得られるとする。この状況を LB = {30万円, 70万円 ; 0.5, 0.5} と表そう。

この例は、前者が公務員のような給与体系の安定している職種、後者は出来高制や年俸制などの給与体系を持つ職種を想像して頂ければ理解しやすいであろう。
（一般的な）効用関数がU (M ) で与えられているとすると、確実性のある職業を選んだ場合のこの個人の効用は、EU (LA ) = U (y ) である。もし不確実な状況を選んだ場合、ここで用いられるのがフォン＝ノイマン・モルゲンシュテルン効用関数である。二つの収入状況が起きる確率はともに0.5なので、その期待値、すなわち「確率×それぞれの収入額を効用関数に代入したものの和」であるところの
　EU (LB ) = 0.5×U (30万円) + 0.5×U (70万円)
が期待効用である。この個人の意思決定は、EU (LA ) = U (y ) と、EU (LB ) との大小関係を比較してより大きいほうを選択する（この選択のプロセスは、効用最大化の原理に基づいて行なわれるものとする）。
この例で、y = 50万円のとき、状況が LA でもLB でも、収入の期待値は同じであるが、効用関数U (M ) が凹関数の場合、EU (LA ) > EU (LB ) となり、この個人はリスク回避的にふるまう。また、これらの期待効用の差EU (LA ) - EU (LB ) がリスクプレミアムとなる。